# 大和 (鹿児島県)
有限会社大和（だいわ）は、鹿児島県熊毛郡南種子町（種子島）に本拠地を置くホテル・レジャー事業会社である。2004年からはバス事業にも参入していた。バス事業は別会社ではなく有限会社大和として参入し、日本バス協会傘下の鹿児島県バス協会会員にもなっていた。
現在ホテルは閉館し、バス事業は有限会社和人組へ譲渡したが、法人としては存続している。
なお、鹿児島県内でチェーン展開するスーパーマーケット「だいわ」とは無関係。「だいわ」は種子島にも2店舗を有する（2019年9月現在）。

## 事業所
- 大和温泉ホテル
  - 鹿児島県熊毛郡南種子町中之上2183
- 大和バス南種子営業所（乗合バス）
  - 鹿児島県熊毛郡南種子町中之上2532-9
- 大和観光バス（貸切バス）
  - 鹿児島県熊毛郡南種子町中之上2128

## ホテル事業（閉館）
種子島の大和温泉ホテルを保有・運営していた。ホテルは5階建てで、別棟に温泉浴場があり入浴のみの利用も可能であった。南種子町商工会の公式サイトによれば、ホテルに温泉浴場があるのは種子島で唯一という。
2019年12月22日をもって閉館した。

## バス事業（有限会社和人組に譲渡済）

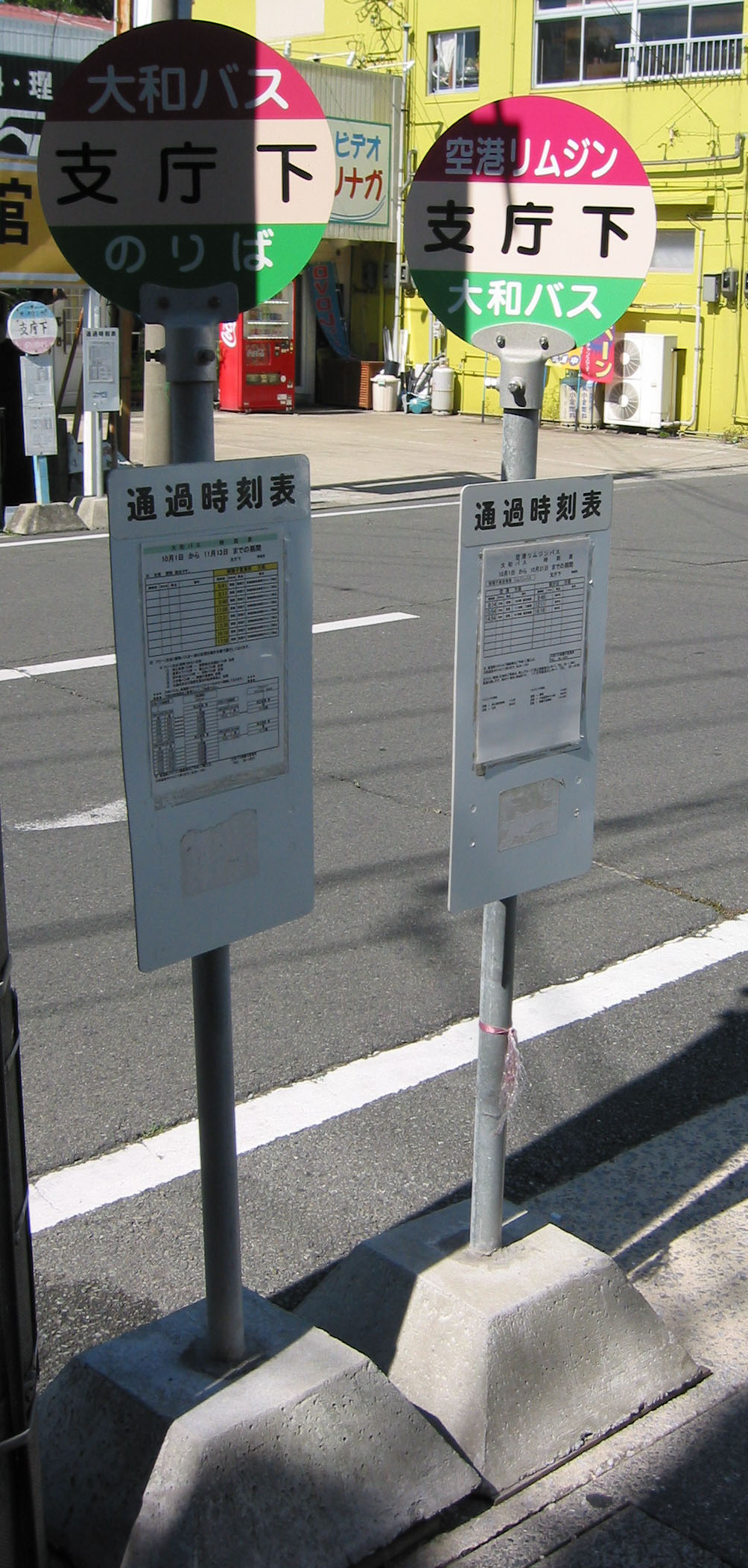
大和バスのバス停

案内上は、乗合バスを「大和バス」、貸切バスを「大和観光バス」と呼称していた。
2020年1月、バス事業を有限会社和人組に譲渡。以降については和人組を参照のこと。
以下の内容は「大和」として営業していた頃のものである。

### 主な路線
中種子町サイトに掲載のバス時刻表では、西之表港ではコスモラインの運航による高速船「ロケット」・フェリー「プリンセスわかさ」との接続として掲載されていた。
全路線が大和温泉ホテルを経由するわけではない。
- 種子島高校 - 西之表港 - 野間 - 種子島病院 - 大和温泉ホテル - 南種子Aコープ前
- 南種子 - 種子島病院 - 野間 - 種子島空港
- 桜ヶ丘 - 西之表港 - 古田 - 種子島空港

### 車両
貸切車は、大型5台・中型1台・小型1台が在籍していた。路線車は全て移籍車であった。

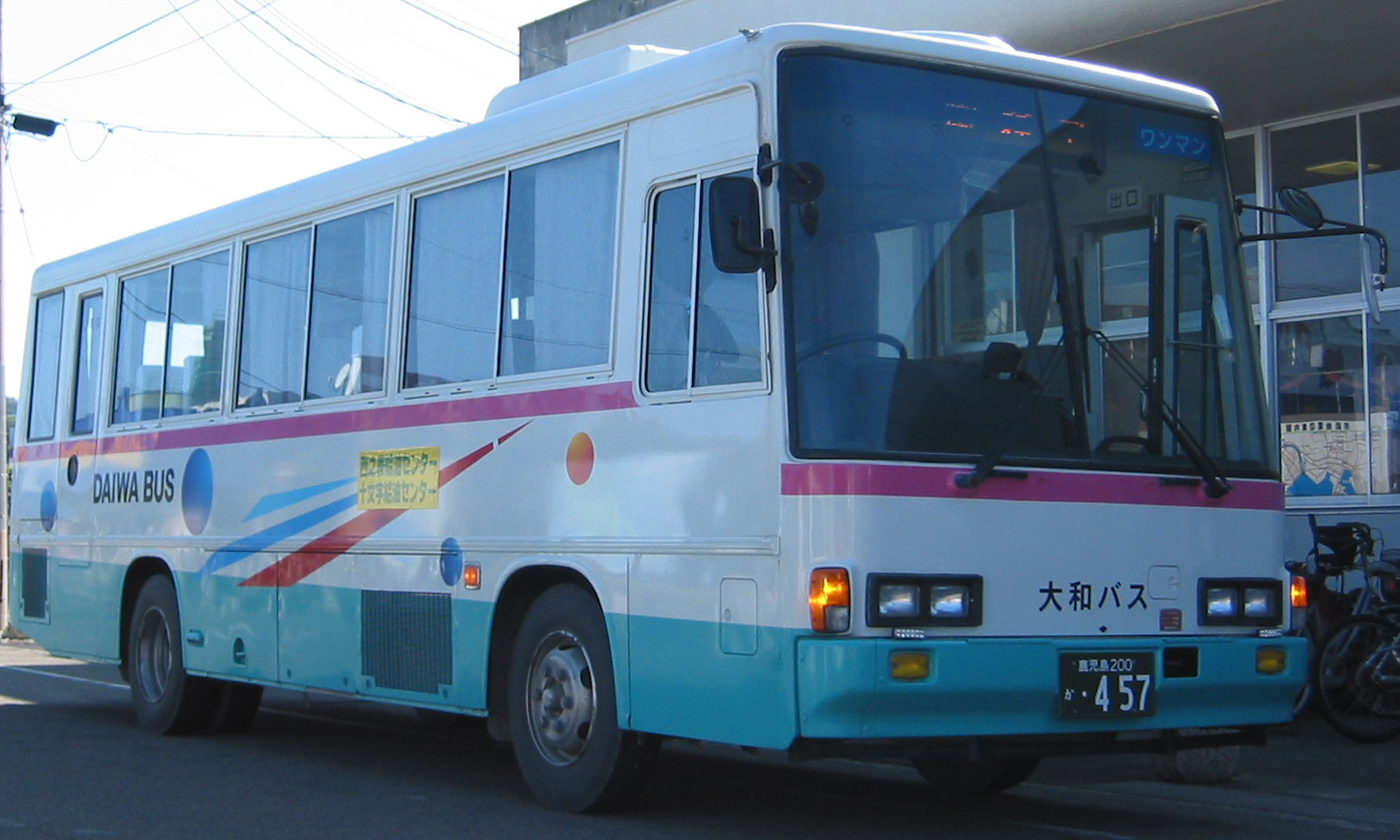
路線車（いすゞ・ジャーニーK）
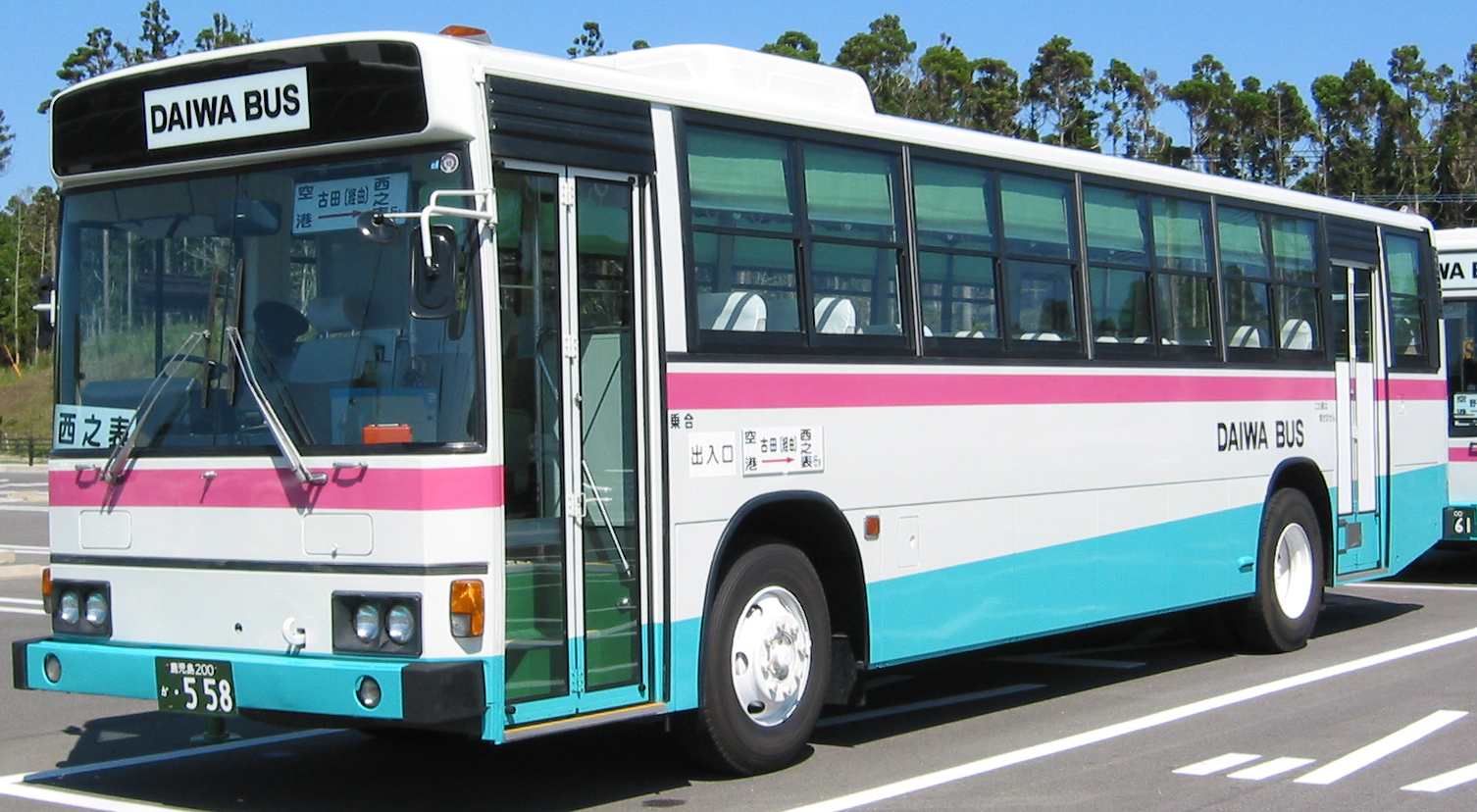
路線車（日野・ブルーリボン） 空港連絡バス
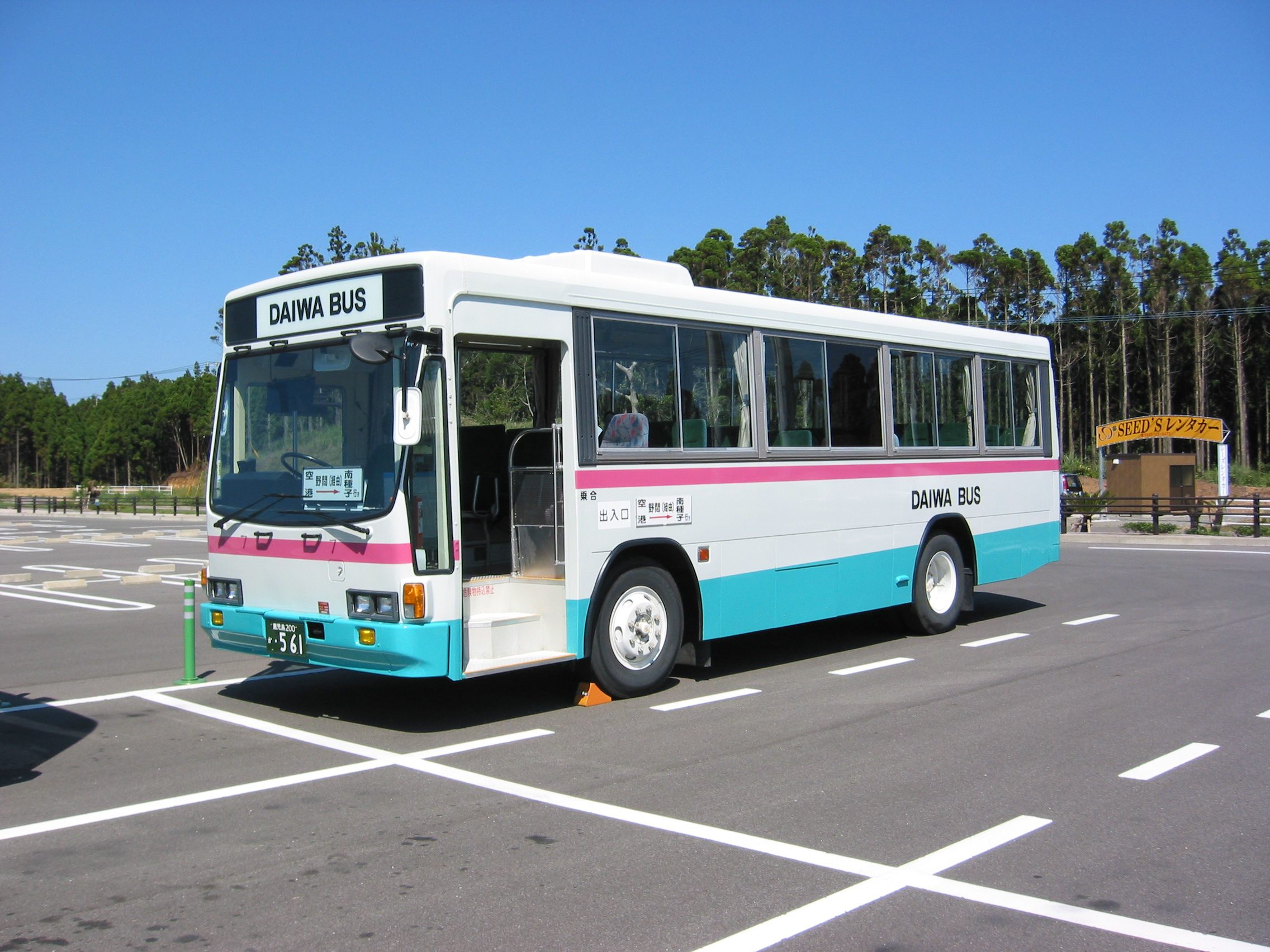
路線車（いすゞ・キュービック） 空港連絡バス

## その他の事業
- タクシー事業
- 観光農園の運営